# Labeobarbus roylii
Labeobarbus roylii är en fiskart som först beskrevs av George Albert Boulenger 1912.  Labeobarbus roylii ingår i släktet Labeobarbus och familjen karpfiskar. IUCN kategoriserar arten globalt som starkt hotad. Inga underarter finns listade i Catalogue of Life.